# Palanjek Pokupski
Palanjek Pokupski is een plaats in de gemeente Lekenik in de Kroatische provincie Sisak-Moslavina. De plaats telt 17 inwoners (2001).